# Proibito (singolo)
Proibito è un singolo della band italiana Litfiba. È il quarto ed ultimo estratto, nel 1991, dall'album in studio "El diablo".
Il brano è stato inserito in una versione remixata nella compilation Sogno ribelle uscita l'anno seguente. Questa nuova versione è la stessa che viene utilizzata nel videoclip. I battiti di metronomo per questa canzone sono di 146 bpm

## Nella cultura di massa
Il brano è presente nel seguente videogioco: Rock Band 3

## Tracce

### Lato A
- Proibito - 3:49
- Proibito (Live) [1]

### Lato B
- Yassassin (* cover di David Bowie) - 7:31
- Yassassin (Radio edit) - 4:16